# Пісецька Катерина Євгенівна
Катя Пісецькі (івр. קטיה פיסצקי), уроджена Катерина Євгенівна Пісецька (нар. 26 лютого 1986, Запоріжжя, УРСР) — ізраїльська спортсменка, представляла художню гімнастику в індивідуальних вправах.

## Біографія
Катя почала займатися художньою гімнастикою з шести років. Першими тренерами були Світлана Захарова, пізніше — Людмила Ковалик, яка виховала чемпіонку світу та призера Олімпійських ігор Оксану Скалдіну. Для того щоб продовжити тренування у Любові Серебрянської (мати і тренер олімпійської чемпіонки Катерини Серебрянської), Катя змушена була переїхати в Сімферополь. Де жила і навчалася в інтернаті. У сімферопольському клубі «Грація» Катя досягла значних результатів — була призером Чемпіонату України серед юніорів, постійно виступала на міжнародних змаганнях.
Через важку хворобу тренера, Катя не змогла продовжити тренування в Україні. 2002 року вона разом з батьками репатріювалася до Ізраїлю, де продовжила заняття художньою гімнастикою. Ставши, через нетривалий час, однією з кращих гімнасток цієї країни.

## Спортивні результати
- 2002 Чемпіонат Європи, Гранада, 13-е місце — індивідуальне багатоборство.
- 2003 Чемпіонат світу, Будапешт, 18-е місце — індивідуальне багатоборство; 11-е місце — команда.
- 2004 Літні Олімпійські ігри 2004, Афіни, 16-е місце — індивідуальне багатоборство.
- 2004 Чемпіонат Європи, Київ, 11-е місце — індивідуальне багатоборство.
- 2007 Чемпіонат світу, Патри, групові вправи, капітан збірної, 6-е місце.
- 2008 Літні Олімпійські ігри 2008, Пекін, групові вправи, капітан збірної, 6-е місце.